# If Winter Comes
 If Winter Comes és una pel·lícula estatunidenca dirigida per Victor Saville, estrenada el 1947.

## Argument
Mark Sabre (Walter Pidgeon) és un escriptor de llibres infantils, es va casar amb Mabel la petulant (Angela Lansbury) després que el seu veritable amor, Nona (Deborah Kerr), se'n va anar amb un altre home. Mark es fa amic de la jove Effie (Janet Leigh), desesperada perquè el seu seductor es va negar a casar-se amb ella després que quedés embarassada. La seva dona, Mabel, en la creença que Mark està tenint una aventura amb Effie, el deixa i el denuncia per adulteri. L'única persona que podia aclarir-ho és la noia, però es suïcida, i Mark és acusat d'empènyer a prendre aquesta mesura extrema. Només Nona, que fa poc ha tornat a la ciutat, es troba al seu costat.

## Repartiment
- Walter Pidgeon: Mark Sabre
- Deborah Kerr: Nona Tybar
- Angela Lansbury: Mabel Sabre
- Binnie Barnes: Natalie Bagshaw
- Janet Leigh: Effie Bright
- Dame May Whitty: Sra. Perch
- René Ray: Sarah 'Low Jinks'
- Virginia Keiley: Rebecca 'High Jinks'
- Reginald Owen: M. Fortune
- John Abbott: M. Twyning
- Rhys Williams: M. Bright
- Hugh French: Tony Tyber
- Dennis Hoey: Tiny Wilson
- Nicholas Joy: M. Pettigrew

## Producció
El productor David O. Selznick va comprar els drets de la novel·la el 1939 i va intentar comptar amb i Joan Fontaine o amb Vivien Leigh en el paper principal femení i amb Leslie Howard o Laurence Olivier en el masculí D'altra banda,  John Cromwell va ser assignat com a director de la pel·lícula. La producció havia de començar l'1 de març de 1940, però Selznick finalment va abandonar el projecte i va vendre els drets a Alexander Korda.